# 格吕克施塔特
格吕克施塔特（德語：Glückstadt，發音：[ˈɡlʏkˌʃtat] ⓘ）是德国石勒苏益格-荷尔斯泰因州施泰因堡县的城市，面积22.75平方千米，2023年12月31日人口为10,987人。